# Болоњана (Лука)
Болоњана је насеље у Италији у округу Лука, региону Тоскана.
Према процени из 2011. у насељу је живело 317 становника. Насеље се налази на надморској висини од 157 м.